# Plymouth Concord
Der Plymouth Concord war ein großer PKW, den der US-amerikanische Chrysler-Konzern unter dem Markennamen Plymouth in den Modelljahren 1951 und 1952 herstellte. Der Concord war das einfachste Modell in der Palette, unterhalb des Cranbrook und des Cambridge.
Die Unterschiede zum Vorgänger, dem bis 1950 gebauten Plymouth Deluxe, waren gering. Neben einer gering modifizierten Karosserie behielt der Cranbrook auch den Flathead-Motor des Vorgängers bei. Er war erhältlich als zweitürige Limousine oder Coupé, sowie in zwei verschiedenen Kombi-Versionen: Der Concord Suburban und der luxuriösere Concord Savoy. 1953 wurde er nicht mehr angeboten und im Folgejahr vom Modell Plaza abgelöst.
| Bauart                 | Hubraum                          | Bohrung × Hub                     | Max. Leistung  | Bauzeit     |
| ---------------------- | -------------------------------- | --------------------------------- | -------------- | ----------- |
| Reihenmotor 6 Zylinder | 217,8 Kubikzoll (CID) (3569 cm³) | 3.25 × 4.375 in (82,6 × 111,1 mm) | 97 bhp (72 kW) | 1951 – 1952 |

## Quelle
- Gunnell, John (Herausgeber): Standard Catalog of American Cars 1946–1975, Krause Publications Inc., Iola (2002)